# 정렬

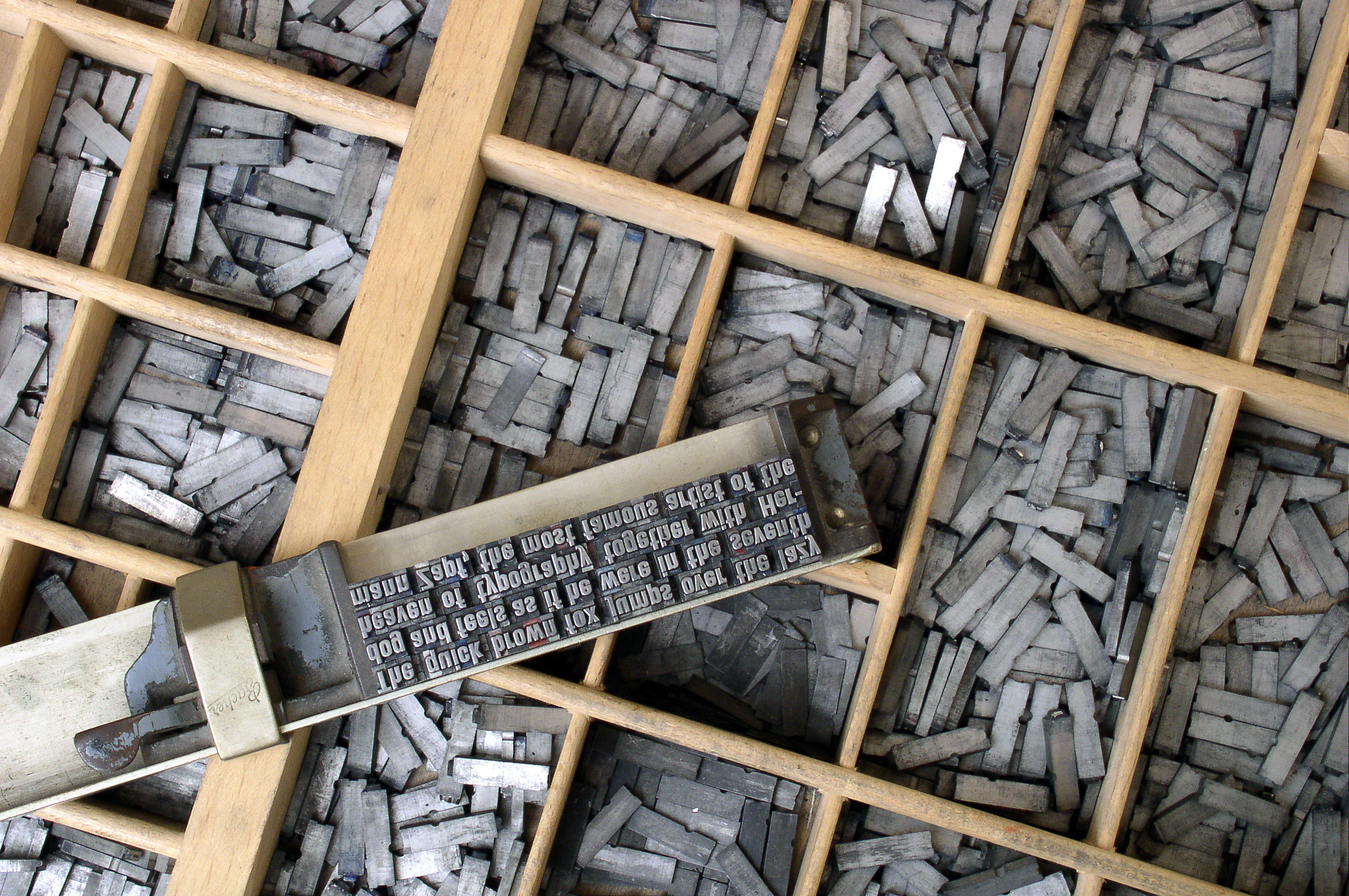

정렬(整列)은 항목들을 체계적으로 정리하는 과정으로, 정렬은 서로 다른 두 가지 특성을 가지고 있다.
- 순서를 정하는 것
- 분류하는 것

## 정보나 데이터의 정렬
정렬의 장점은 다음이 있다.
- 검색을 효율적으로 만든다
- 일련의 항목에 대한 병합을 효율적으로 만든다
- 정의된 순서로 데이터 처리를 가능케 한다.

정렬의 반대로 특정 데이터셋을 임의의 순서로 항목을 재정렬하는 행위를 셔플링이라고 한다.

### 공통 정렬 알고리즘
- 버블 정렬
- 삽입 정렬
- 선택 정렬
- 퀵 정렬
- 합병 정렬

## 같이 보기
- 대조